# Cucchiaio da assenzio

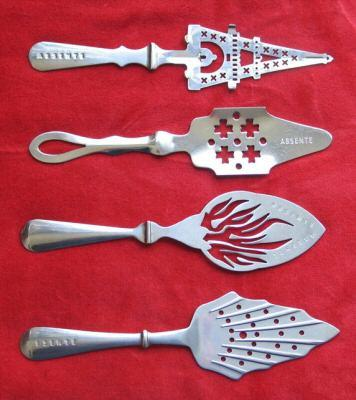
Cucchiai da assenzio

Il cucchiaio da assenzio è un tipo particolare di cucchiaio usato per preparare l'assenzio. È fatto in argento, di dimensione medio-piccola, sovente molto decorato, tendenzialmente piatto, per rimanere in equilibrio quando è appoggiato. La sua caratteristica è quella di essere un cucchiaio fessurato, ossia di avere la pala traforata, grande rispetto al manico, larga, piatta e appuntita, per adattarsi alla forma tipica del bicchiere da assenzio.

## Storia
Strettamente legati all'uso di bere assenzio, questi cucchiai si diffusero in Europa verso il 1860, venivano prodotti anche con il nome o il logo dei prodotti, uno a forma di torre Eiffel (in alto nella foto) fu preparato per la sua inaugurazione nel 1889. La tendenza generale al consumo di superalcolici a causa della carenza di vino in Francia, provocata dalla fillossera negli anni tra il 1880 e il 1900, contribuì alla diffusione di questo distillato. Nel 1915 l'assenzio venne ritirato dal commercio in molti paesi e la sua produzione vietata, causando il disuso del cucchiaio. Recentemente l'Unione europea ha legalizzato il commercio di assenzio che ritrova, con il suo cucchiaio, un nuovo momento di notorietà.

## Uso

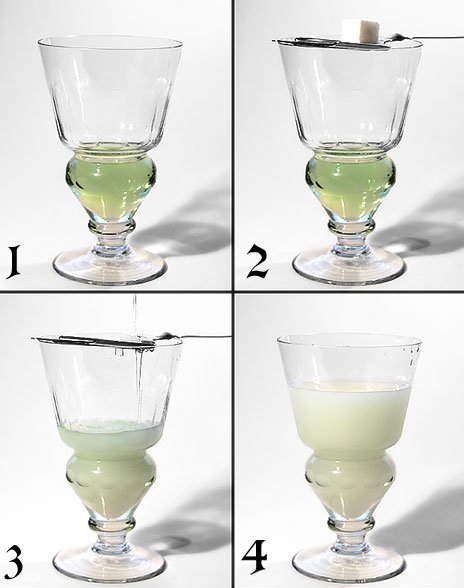
Il metodo classico, la preparazione:
1 - La dose di distillato
2 - Il cucchiaio con la zolletta
3 - L'aggiunta dell'acqua, versata sopra la zolletta
4 - Il distillato diluito ed opacizzato, louche, pronto per la consumazione

Il cucchiaio viene appoggiato sull'orlo del bicchiere con una zolletta di zucchero sulla pala. I trafori permettono di far filtrare l'acqua, che viene versata sulla zolletta, sciogliendola. Dopo aver versato tutta l'acqua, si mescola il liquido nel bicchiere finché prende il colore louche.